# Clara Walker
Catherine Clara Walker (* 2. Juli 1926 in Providence, Rhode Island als Catherine Clara LaMore; † 2. April 2021 in North Smithfield, Rhode Island) war eine US-amerikanische Schwimmerin.

## Biografie
Clara LaMore lernte 1941 schwimmen und wurde während ihrer Jugend von ihrer Mutter Irene trainiert. Clara LaMore gewann die Amateur Athletic Union Titel über 200 Meter (1945, Freiluft), 100 Yards (1947, Halle) und 220 Yards (1948, Halle). Sie startete bei den Olympischen Sommerspielen 1948 im Wettkampf über 200 Meter Brust, schied dort jedoch im Vorlauf mit einer Zeit von 3:23,6 Minuten aus.
Nach ihrer Olympiateilnahme zog sie sich vom Leistungssport zurück und schloss ein Studium am Providence College ab und arbeitete für eine Telefongesellschaft. Später wurde sie Lehrerin an der Western Hills Middle School. Weil sie chronische Rückenschmerzen hatte, riet ihr Arzt ihr 1980 wieder mit dem Schwimmen anzufangen. 1995 wurde sie in die International Swimming Hall of Fame aufgenommen.
Sie heiratete den Marineoffizier Doneal Walker und lebte sieben Jahre mit ihm in Europa, bis er 1970 verstarb.